# نيكولاس باريديس
نيكولاس باريديس (بالإسبانية: Nicolás Paredes)‏ هو دراج كولومبي، ولد في 5 سبتمبر 1992.

## وصلات خارجية
- نيكولاس باريدس على موقع الاتحاد الدولي للدراجات (الإنجليزية)
- نيكولاس باريدس على موقع أرشيف الدراجات (الإنجليزية)
- نيكولاس باريدس على موقع إحصائيات الدراجات الإحترافية (الإنجليزية)
- نيكولاس باريدس على موقع نسبة الدراجات (الإنجليزية)